# The Wayans Bros.
The Wayans Bros. er en amerikansk komedieserie der blev sendt i USA fra 1995 til 1999 på The WB Television Network. Serien havde brødrene Shawn Wayans og Marlon Wayans i hovedrollerne som brødrene Shawn og Marlon Williams. Brødrene havde allerede haft succes i deres ældre bror Keenen Ivory Wayans' sketchshow In Living Color og i filmen Don't Be a Menace to South Central While Drinking Your Juice in the Hood, før The Wayans Bros.-serien. Udover de to brødre medvirkede John Witherspoon og Anna Maria Horsford.

## Ekstern henvisning
- The Wayans Bros. på Internet Movie Database (engelsk)
- The Wayans Bros. på Rotten Tomatoes (engelsk)
- The Wayans Bros. på Metacritic (engelsk)
- The Wayans Bros. hos The Movie Database (engelsk)
- The Wayans Bros. hos TheTVDB (engelsk)
- The Wayans Bros. hos TV.com (engelsk)

| Fjernsyn | Spire Denne artikel om et tv-program er en spire som bør udbygges. Du er velkommen til at hjælpe Wikipedia ved at udvide den. |